# Mas Antic (el Masnou)
Mas Antic (o "Ca l'Antic") és una masia del municipi del Masnou protegida com a bé cultural d'interès local.

## Descripció
Edifici civil. Masia de planta rectangular amb la teulada de dues vessants i el carener perpendicular a la façana. Destaquen la porta adovellada amb pedra, i de les cinc finestres que es distribueixen de manera simètrica, en destaquen la de la dreta i la de l'esquerra del pis superior. La primera decora la seva llinda amb un rostre de dona, i la segona la transforma en un arc gòtic rebaixat decorat amb dos rostres d'angelets. A la part posterior dreta del mas hi ha una torre de guaita de planta quadrada, avui dia transformada a la seva part superior. A l'angle superior dret de la façana s'hi troba una petita torre de defensa. Una inscripció sobre el rellotge de sol de la façana diu: "NULLA FLUAT CUJUS NON MEMNISCERE VELIS".

### Torreta
Torre de defensa situada en un angle superior del mas. De forma cilíndrica i coberta amb volta de mitja taronja decorada amb rajoles verdes i blanques.
Al cos cilíndric hi ha tres espitlleres i a la part inferior destaca l'acabament: tres motllures concèntriques rematades amb un rostre de pedra.

## Història
El mas data de l'època en què els pobles encara no havien baixat a la costa i els nuclis de població d'Alella i Teià estaven a l'interior. Totes les masies aïllades i situades a la línia de la costa comptaven amb una torre de defensa a causa dels atacs pirates.
El nom del mas ve de la família que hi vivia, que es deia Antic (o Antich, escrit en grafia prefabriana). A principis del segle xviii, Francesc Santpere, propietari de Can Targa, va casar-se amb la pubilla del mas, que era filla de Jaume Antic. A principis del segle xx, el mas Antic era propietat d'Alfons Berthom i Aimé, casat amb Antònia Chounavelle i Lluelles. L'any 1919 el van vendre als germans Carles i Joaquim Cusí Furtunet. En els terrenys que pertanyien al mas hi van instal·lar els laboratoris farmacèutics Cusí. El mas en sí, però, es va restaurar i mantenir i es va continuar amb el conreu de les feixes més properes a la carretera.